# سیارک ۲۵۸۸۵
سیارک ۲۵۸۸۵ (به انگلیسی: 25885 Wiesinger، نامگذاری:2000SD144)۲۵۸۸۵مین سیارک کشف شده‌است که در ۲۴ سپتامبر ۲۰۰۰ کشف شد.